# Rufohammus
Rufohammus is een kevergeslacht uit de familie van de boktorren (Cerambycidae). De wetenschappelijke naam van het geslacht werd voor het eerst geldig gepubliceerd in 1939 door Breuning.

## Soorten
Rufohammus is monotypisch en omvat slechts de volgende soort:
- Rufohammus rufifrons (Aurivillius, 1927)